# Bissone
Bissone (in dialetto comasco Bissún, AFI: /biˈsuŋ/; in tedesco Byssen, desueto) è un comune svizzero di 945 abitanti del Canton Ticino, nel distretto di Lugano.
Di Bissone erano originari i Gagini, famiglia di architetti e scultori che operarono in Italia tra il XV e il XVI secolo. A Bissone nacque l'architetto Francesco Borromini (1599-1667), importante esponente del Barocco.

## Geografia fisica
Bissone si trova sul Lago di Lugano, ai piedi della Sighignola.

## Monumenti e luoghi d'interesse
- Chiesa parrocchiale di San Carpoforo, documentata dal 1148[4][5];
- Chiesa di San Rocco, del 1630 circa[4][5];
- Casa Tencalla (XVI secolo).[5]

## Società

### Evoluzione demografica
L'evoluzione demografica è riportata nella seguente tabella:
Abitanti censiti

## Amministrazione
Ogni famiglia originaria del luogo fa parte del cosiddetto comune patriziale e ha la responsabilità della manutenzione di ogni bene ricadente all'interno dei confini del comune. L'ufficio patriziale, rieletto il 26 aprile 2009, è presieduto da Andrea Orsatti.

## Sport
Vi ha sede la SP Bissone, società di pallanuoto che partecipa alla Serie B del Campionato svizzero di pallanuoto maschile.